# M. Aguéev
M. Aguéev (vraisemblablement le nom de plume d'un certain Mark Levi), né le 27 juillet 1898 à Moscou et mort 5 août 1973 en République socialiste soviétique d'Arménie est un écrivain soviétique qui a publié un seul ouvrage, Roman avec cocaïne, en 1934.

## Biographie
En 1934, la revue Tchisla reçoit un texte intitulé Récit avec cocaïne signé d'un certain M. Aguéev et en publie la première partie dans son numéro de juin. L'ouvrage est publié dans son intégralité deux ans plus tard par l'Union des écrivains russes de Paris.
Le texte est traduit en français par Lydia Chweitzer en 1983 et publié aux éditions Belfond. Après la publication de l'œuvre en France, plusieurs hypothèses sont avancées quant à l'identité de l'auteur.
Michel Braudeau de L'Express et Alain Garric de Libération s'appuient sur le témoignage de Lidia Tchervinskaïa, qui dit avoir été la maîtresse de l'auteur, et avancent l'idée qu'il s'agit d'un certain Mark Levi qui serait né vers 1900, aurait vécu à Moscou puis à Istanbul et qui serait mort à Erevan en 1973 où il aurait été professeur de langues. À l'inverse, Nikita Struve (ru) avance l'idée que M. Aguéev serait un pseudonyme de Vladimir Nabokov, hypothèse rejetée par Véra Nabokov, la veuve de l'écrivain,. 
En 1991, l'enquête de Gabriel Superfine et Marina Sorokina montre de manière convaincante qu'il s'agit vraisemblablement de Mark Levi.

## Œuvre
Roman avec cocaïne met en scène un adolescent entre 1916 et 1918 environ, ses relations avec les femmes et ses expériences avec la cocaïne. Son ton libre et ses idées provocantes ont fait scandale lors de sa première publication.
On ne connaît qu'un seul autre texte d'Aguéev, une courte nouvelle intitulée Un sale peuple, qui a été publiée dans la réédition de Roman avec cocaïne chez Pierre Belfond en 2003.